# Deutsch-Tatarisches Nachrichtenblatt
Deutsch-Tatarisches Nachrichtenblatt (tat. Германча-татарча белешмә, Germança-tatarça beleşmä) – kolaboracyjny organ prasowy Komitetu Tatarskiego pod koniec II wojny światowej
Pismo było drukowane w Berlinie od kwietnia 1943 r. do lipca 1944 r. Wychodziło raz w miesiącu w dwóch językach: po niemiecku i tatarsku. Ogółem wydano 14 numerów. Funkcję redaktora naczelnego pełnił Garif Sultan. Pismo miało polityczno-propagandowy charakter. Było głównie skierowane do Tatarów służących w kolaboracyjnych oddziałach wojskowych. Część niemiecka miała natomiast zaznajamiać Niemców z problemami narodów tureckojęzycznych zamieszkujących ZSRR.